# Valbeleix
Valbeleix – miejscowość i gmina we Francji, w regionie Owernia-Rodan-Alpy, w departamencie Puy-de-Dôme.
Według danych na rok 1990 gminę zamieszkiwało 187 osób, a gęstość zaludnienia wynosiła 8 osób/km² (wśród 1310 gmin Owernii Valbeleix plasuje się na 662. miejscu pod względem liczby ludności, natomiast pod względem powierzchni na miejscu 354.).